# 刘发秀
刘发秀（1916年—2003年），男，江西永新人，中华人民共和国军事人物，中国人民解放军少将，曾任新疆军区副司令员，乌鲁木齐军区副司令员。